# Dolní a Prostřední Svrčov
Dolní a Prostřední Svrčov este o arie protejată (arie specială de conservare — SAC, sit de importanță comunitară — SCI) din Republica Cehă întinsă pe o suprafață de 3,69 ha, integral pe uscat.

## Localizare
Centrul sitului Dolní a Prostřední Svrčov este situat la coordonatele 49°32′13″N 17°29′15″E / 49.536944°N 17.4875°E.

## Înființare
Situl Dolní a Prostřední Svrčov a fost declarat sit de importanță comunitară în aprilie 2005 pentru a proteja 1 specie de animale. Situl a fost protejat și ca arie specială de conservare în iulie 2012.

## Biodiversitate
Situată în ecoregiunea continentală, aria protejată nu include niciun habitat protejat.
La baza desemnării sitului se află o specie protejată de  amfibieni: buhai de baltă cu burta roșie (Bombina bombina).